# Planjsko, Majšperk
Planjsko este o localitate din comuna Majšperk, Slovenia, cu o populație de 60 de locuitori.